# Schwedenstein (Berg)
Der Schwedenstein ist ein 419,7 m ü. NHN hoher Berg in der Westlausitz. Er gilt als Hausberg der Gemeinde Steina bei Pulsnitz. Der 1898 erbaute Aussichtsturm bietet einen guten Rundumblick.

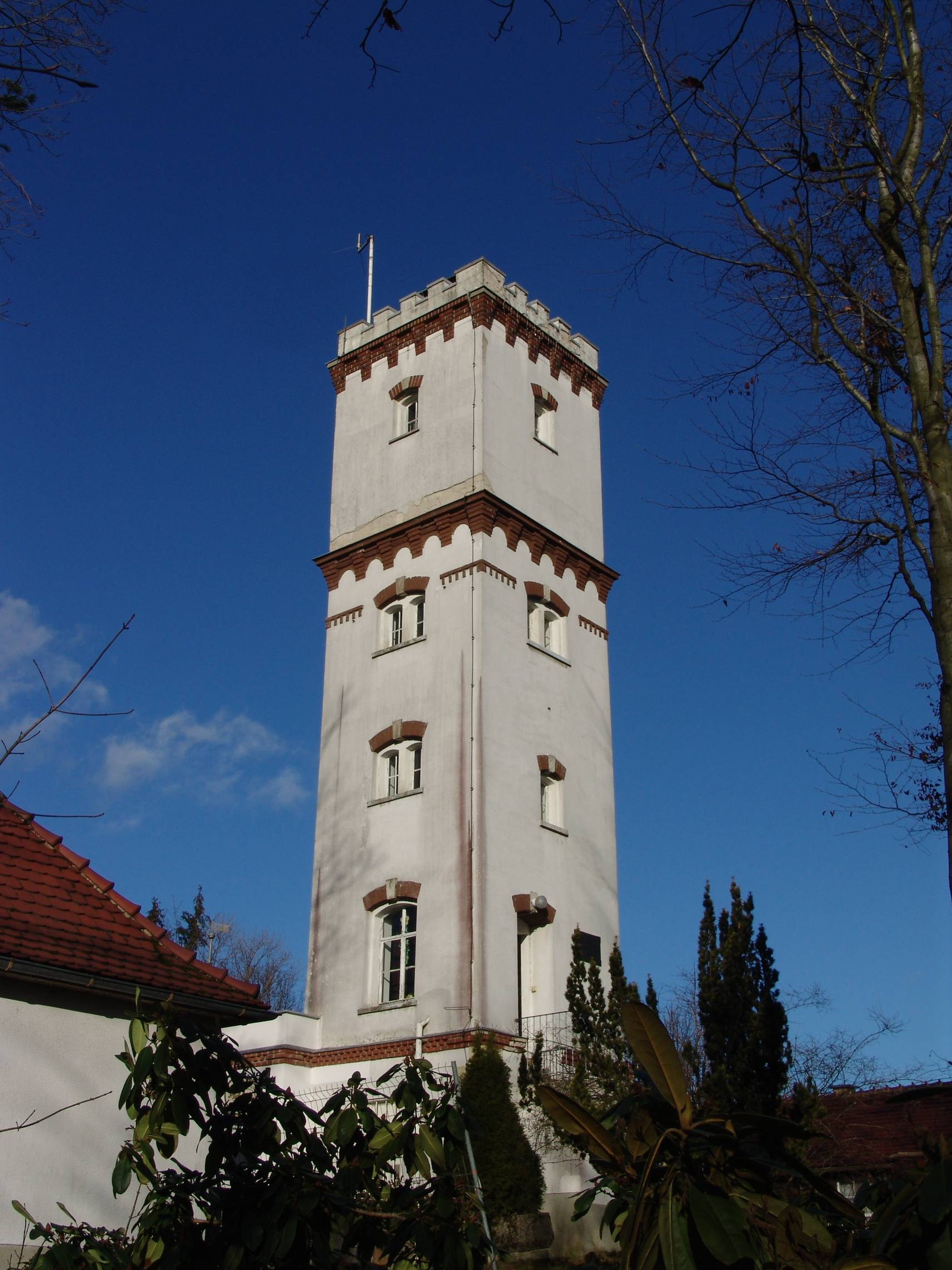
Aussichtsturm auf dem Schwedenstein

## Lage und Umgebung
Der Schwedenstein befindet sich in der westlichen Oberlausitz, im Freistaat Sachsen, nur einige hundert Meter südlich von Steina. Weitere Ortschaften in der Nähe sind Ohorn im Süden und Pulsnitz im Westen.

## Geologie
Auf dem Schwedenstein treffen mehrere verschiedene Gesteine zusammen. Am Osthang findet man Granodiorit und am Westhang Zweiglimmergranodiorit, während die Gipfelbereiche aus Grauwacke bestehen. Die Grauwacke entstand als Sediment eines Urmeeres, welches vor 600 bis 800 Millionen Jahren die Oberlausitz überdeckte. Diese Sedimente verkitteten allmählich, ähnlich dem Sandstein.

## Geschichte
Der Berg tauchte erstmals 1754 schriftlich erwähnt als Gückelsberg auf. Auf Flurkarten aus dem Jahre 1835 lautet der Name Gickelsberg. Dieser Name kommt in der Oberlausitz mehrfach vor. Gickeln ist gleichbedeutend mit gucken oder ausschauen.
Der heutige Name des Berges ist einem historischen Irrtum zu verdanken. Seit einer Gedenkfeier zum Todestag des Schwedenkönigs Gustav Adolf im Jahre 1832, welcher 200 Jahre zuvor im Dreißigjährigen Krieg in der Schlacht bei Lützen fiel, nennt man den Berg Schwedenstein, obwohl Gustav Adolf nie auf dem Berg weilte. Eine Inschrift auf einem Gipfelfelsblock mit den Worten Gustav Adolf Rex 1632 ist wohl eher einer schwärmerischen Natur zu verdanken. Dennoch hielten sich 1706 in der Gegend schwedische Truppen auf, von denen die eine oder andere Legende zu berichten weiß. Unter anderem soll in der Nähe des Gipfels schwedisches Gold gefunden worden sein, welches von den schwedischen Truppen stammen sollte, die hier lagerten.
Einige Felsblöcke auf dem Gipfel nennt man Schwedensteine. Eine weitere Legende berichtet, es wären die Überreste eines großen steinernen Tisches mit davor stehenden Steinhockern.
Ein Stein trägt die eingemeißelten Namen bekannter Oberlausitzer:
- Ziegenbalg (Missionar in Indien)
- Rietschel (Bildhauer)
- Lessing (Dichter)
- Fichte (Philosoph)
- Kühn (Gründer des ersten deutschen Landwirtschaftsinstituts)

### Aussichtsturm und Gaststätte mit Hotel
Mitte des 19. Jahrhunderts wuchs der Besucherstrom auf den Berg an, jedoch war die Aussicht vom Gipfel durch Baumgruppen und Wald beschränkt. 1898 ließ der ein Jahr zuvor gegründete Gebirgs- und Verschönerungsverein aus Pulsnitz einen 14 m hohen Aussichtsturm bauen. 1902 besaß der Berggipfel eine befestigte Straße sowie eine einfache Unterkunftsstätte, welche 1909 zu einer einfachen Gaststätte vergrößert wurde. 1967 eröffnete das heutige Bergrestaurant, welches in den 2010er Jahren um ein Hotel erweitert wurde. 1991 wurde der Aussichtsturm saniert sowie um 4 m aufgestockt.

## Aussicht
Die Besteigung des Aussichtsturmes ermöglicht bei klarem Wetter eine Fernsicht über das Lausitzer Land bis ins Erzgebirge und nach Nordböhmen. Dann sieht man den Dresdner Fernsehturm und Teile des Osterzgebirges im Südwesten, die Domtürme von Meißen und den Collmberg bei Oschatz im Westen, das Westlausitzer Hügel- und Bergland im Norden, das Jeschkengebirge und Lausitzer Gebirge im Südosten sowie die Landeskrone bei Görlitz im Osten. Bei weniger guten Sichtverhältnissen begnügt man sich mit Blicken auf den nahen Schleißberg, den Ohorner Steinberg, den Hochstein sowie den Schwarzenberg.

## Galerie

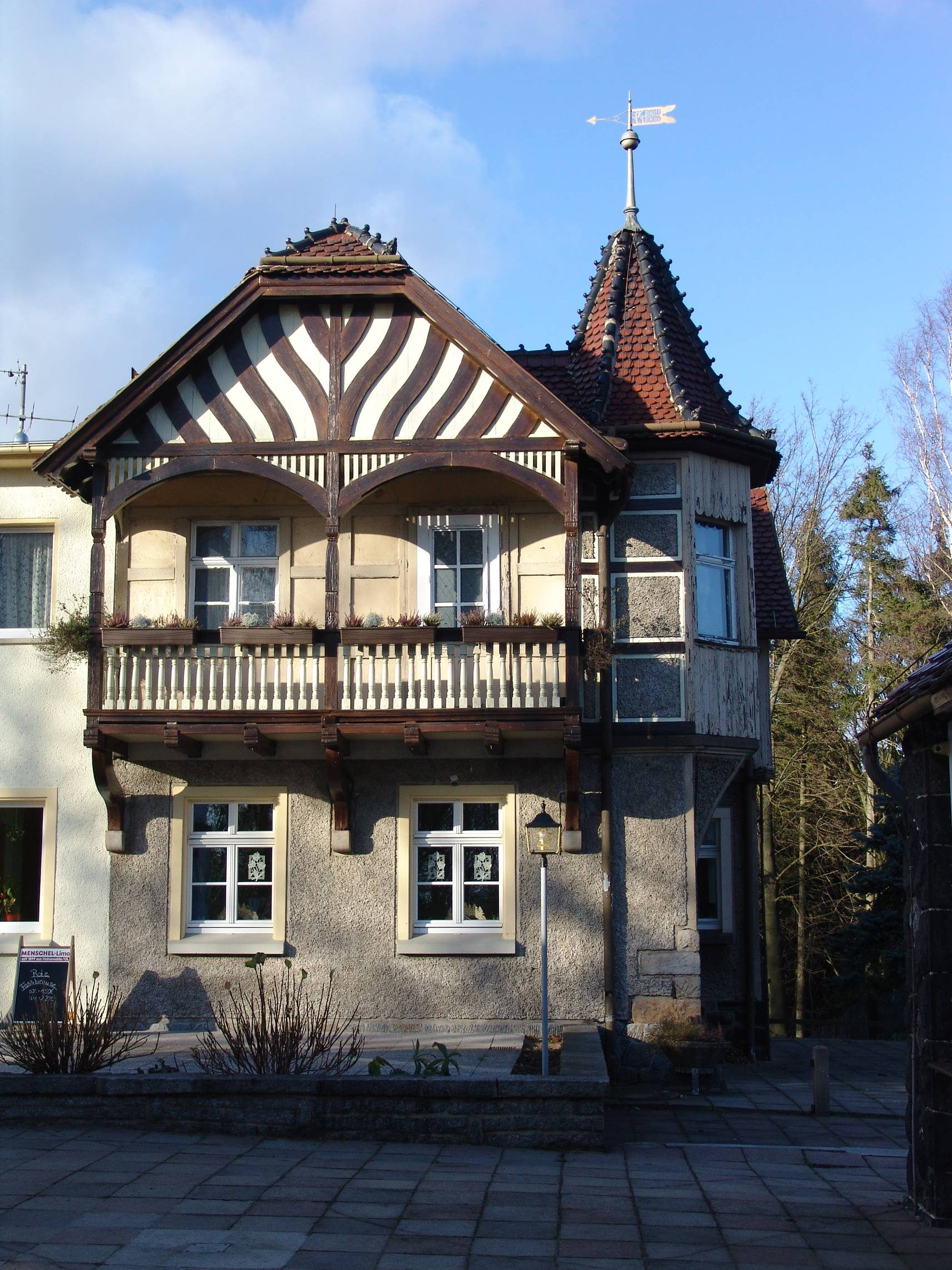
Gaststätte auf dem Schwedenstein
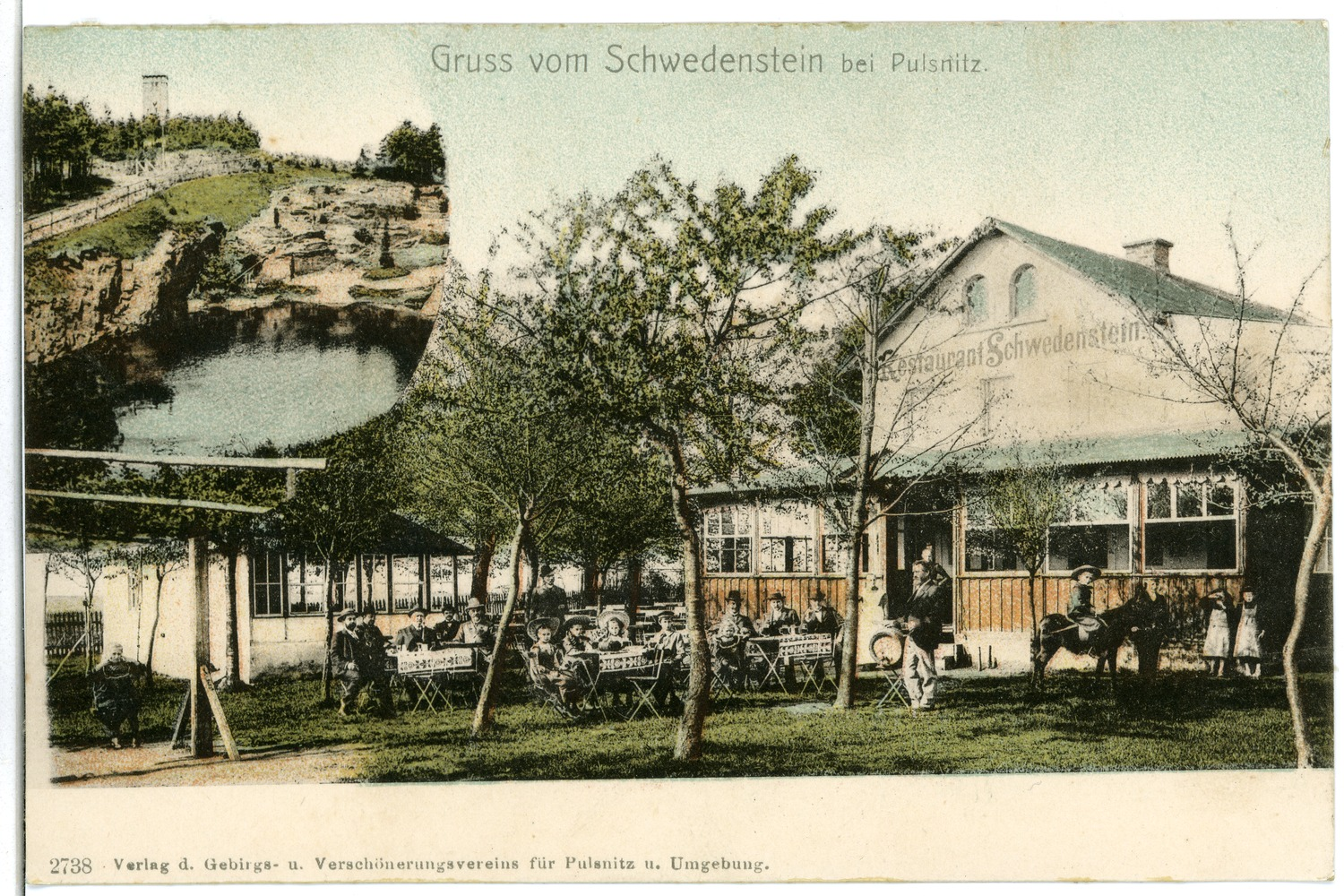
Die Gaststätte 1902
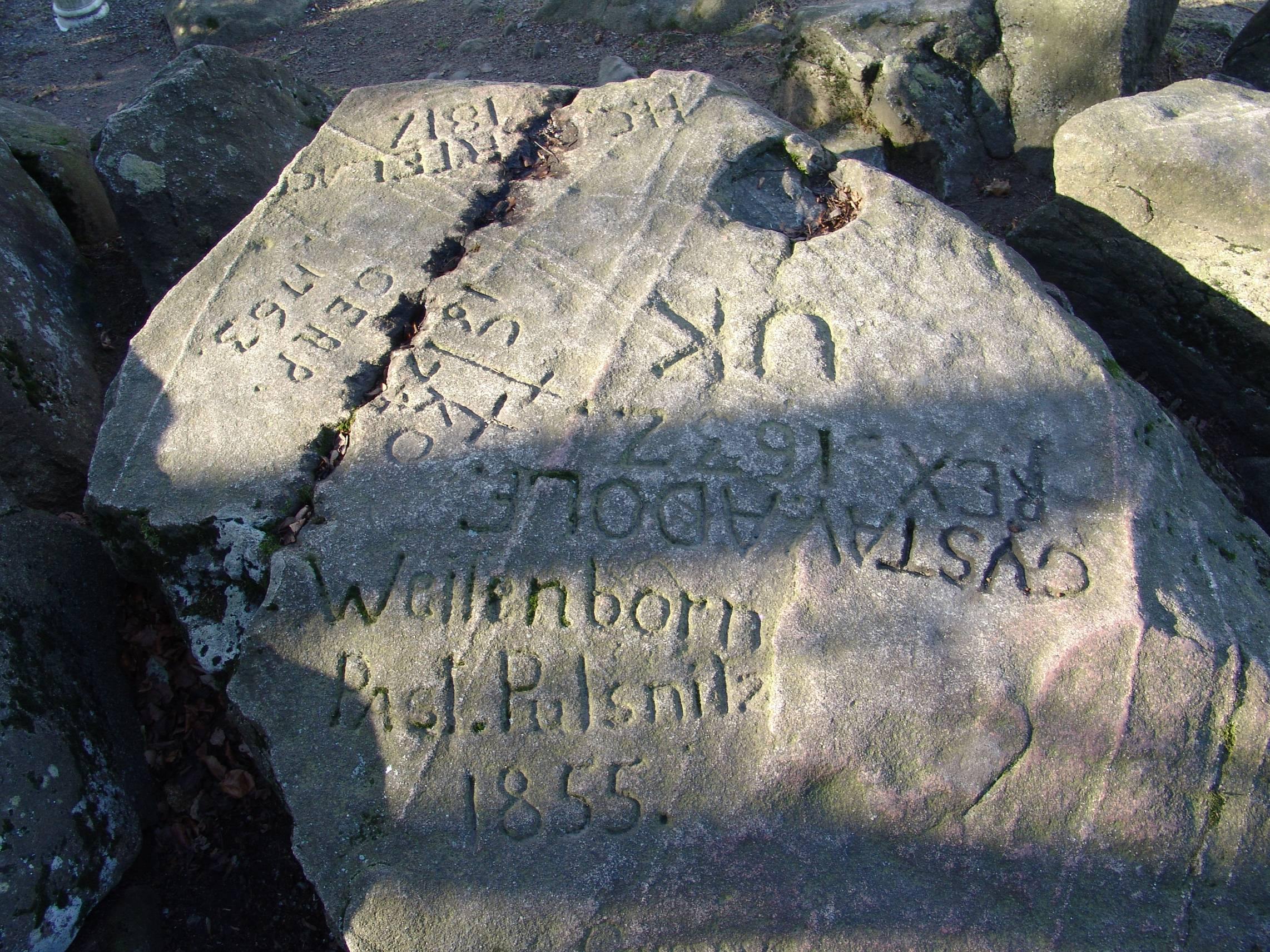
Steininschrift auf dem Schwedenstein
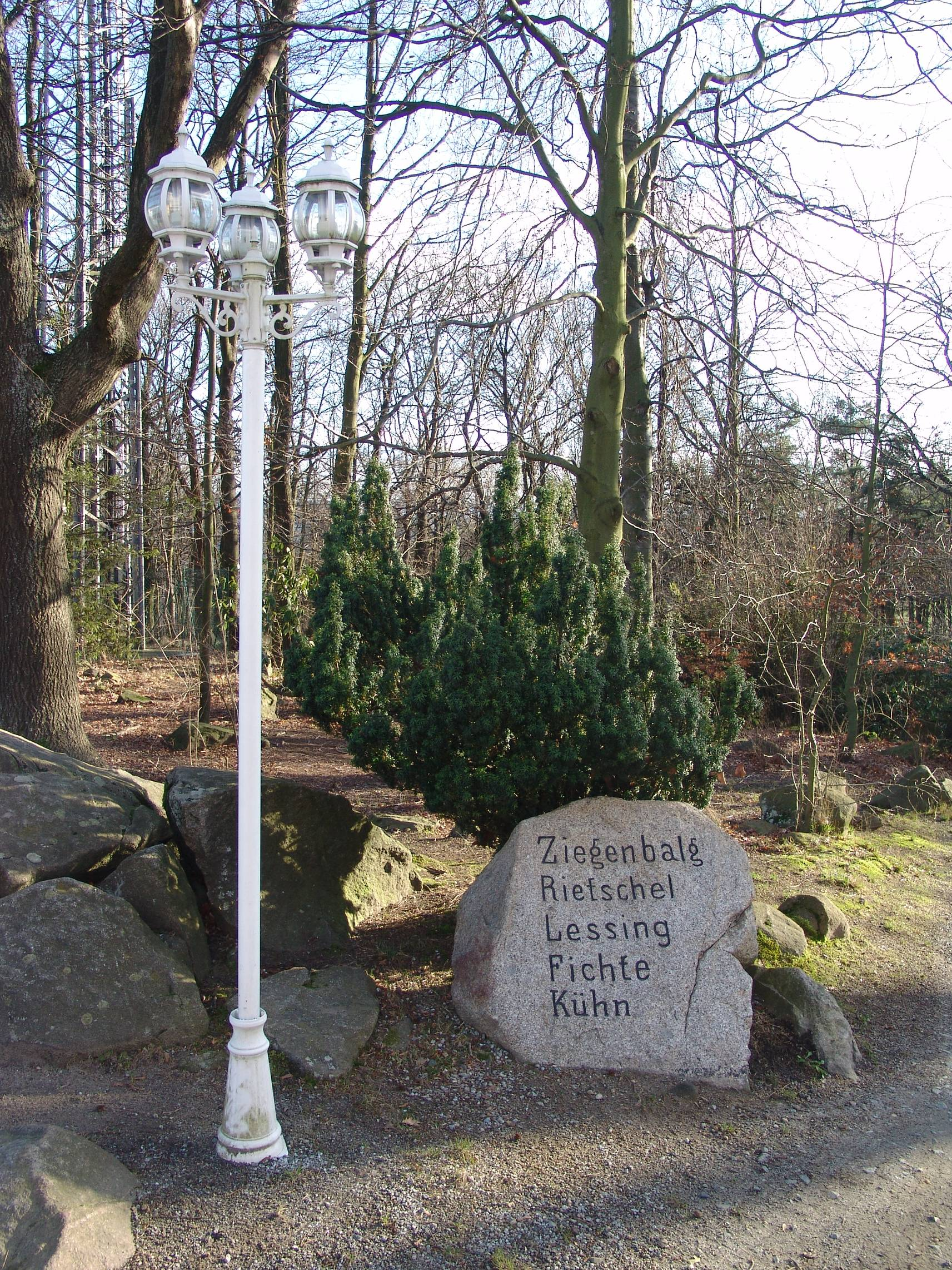
Steininschrift auf dem Schwedenstein
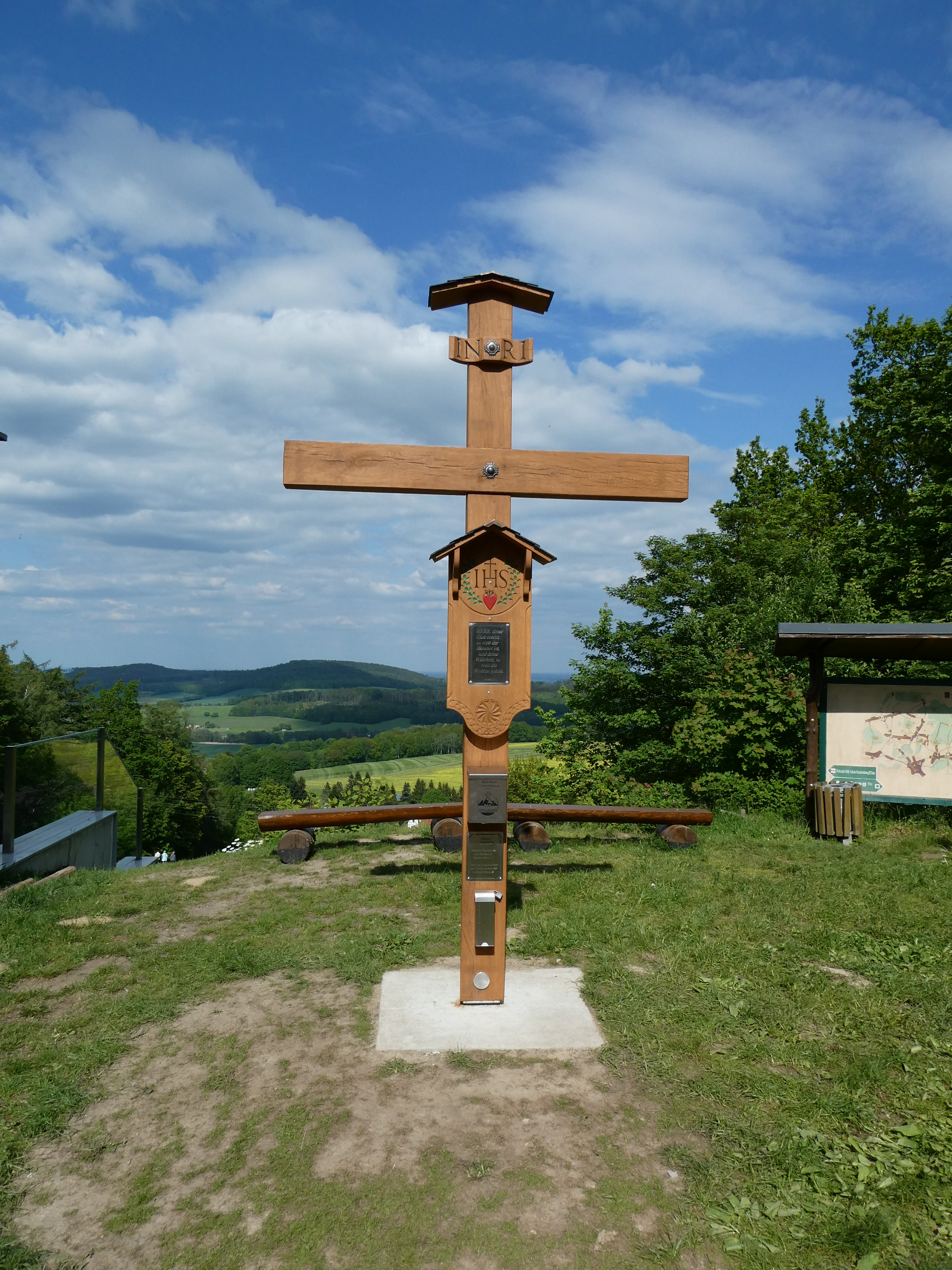
Gipfelkreuz auf dem Schwedenstein